# Västragölen
Västragölen är en sjö i Ronneby kommun i Blekinge och ingår i Ronnebyåns huvudavrinningsområde. Sjöns area är 0,012 kvadratkilometer och den befinner sig 115 meter över havet.